# Wielka Środa
Wielka Środa – w liturgii chrześcijańskiej czwarty dzień Wielkiego Tygodnia. Tego dnia Sanhedryn na tajnej naradzie postanawia za wszelką cenę zgładzić Jezusa. Judasz ofiaruje Wielkiej Radzie Żydowskiej swoją pomoc za srebrniki, przyrzekając śledzić Chrystusa, a gdy będzie sam - zawiadomi o tym Sanhedryn (Mt 26, 1-16; Mk 14, 1-11; Łk 22, 1-6), aby Go można było pojmać. W Wielką Środę miała również miejsce ostatnia publiczna mowa Jezusa (J 12, 20-50).
Podczas liturgii słowa czyta się fragment Ewangelii Mateusza (Mt 26, 14-25) o zdradzie Judasza. Pierwsze czytanie przekazuje proroctwo proroka Izajasza o cierpiącym słudze Boga (Iz 50, 4-9a). W nadzwyczajnej formie rytu rzymskiego śpiewa się w tym dniu dwa proroctwa Izajasza (Iz 63, 1-7 oraz Iz 53, 1-12) oraz Pasję według św. Łukasza.  Apostołowie w tym dniu przygotowywali się do święta Paschy, które miało odbyć się następnego dnia.